# 메마른 여름
메마른 여름(Dry Summer, Susuz Yaz)은 튀르키예에서 제작된 메틴 에륵산 감독의 1964년 드라마 영화이다. 윌리엄 셸튼 등이 제작에 참여하였다.
이 영화는 제14회 베를릴 국제영화제에서 황금곰상을 수상했다.

## 줄거리
오스만은 여름철 가뭄을 대비해 자신의 땅에 있는 샘물을 막기로 결정한다. 이 샘물은 많은 농민들이 의존하고 있는 유일한 수원이었다. 그의 동생 하산은 이에 반대하지만, 결국 형의 결정을 따르게 된다. 하류에 있는 농민들은 이에 크게 분노하며 법적 소송을 제기한다. 법원은 분쟁이 해결될 때까지 샘물을 개방하라고 명령하지만, 오스만은 변호사를 통해 이 명령을 뒤집는다.
하산은 이웃들을 불쌍히 여겨 가끔 댐을 열지만, 오스만은 즉시 다시 막는다.
한편, 하산은 바하르라는 젊은 여성과 결혼하게 된다. 그러나 결혼 첫날 밤, 오스만은 술에 취한 채 둘의 방에 난입해 바하르에게 아이를 열 명쯤 낳으라고 강요한다. 하산은 형의 시선을 차단하기 위해 창문 앞에 장을 옮겨 놓고, 오스만은 벽 틈을 통해 두 사람을 몰래 엿본다.
그러던 중, 농민 중 한 명이 오스만의 개를 죽이는 사건이 발생하자, 형제는 밤새 경계를 서게 된다. 그날 밤, 두 명의 농민이 댐을 폭파하고 도망치고, 형제는 그들을 쫓는다. 오스만은 어둠 속으로 총을 쏘고, 그 중 한 명이 사망한다. 그는 하산에게 자신이 총을 쏘면 무거운 형을 받을 테니, 젊은 네가 대신 죄를 지라고 설득한다.
하산은 24년형을 선고받지만, 정황이 참작되어 8년형으로 감형된다. 오스만은 이 기회를 틈타 바하르에게 접근하고, 하산이 보낸 편지들을 모두 없애 그가 바하르를 잊은 것처럼 꾸민다. 그러던 중 같은 교도소에 수감된 ‘하산’이라는 이름의 죄수가 사망했다는 소식이 전해지고, 바하르는 남편이 죽은 줄 알고 충격에 빠져 친정으로 돌아간다. 오스만은 그녀를 다시 돌아오게 하며, 하산의 미망인으로서 농장의 절반을 소유할 수 있다고 설득한다.
하지만 하산은 살아 있었고, 결국 사면되어 석방된다. 귀향 도중 바하르에게 벌어진 일들을 알게 된 그는 곧바로 오스만을 찾아가 대면한다. 오스만은 바하르가 도끼를 들고 달려들자 먼저 총을 쏘고, 이어 하산을 향해서도 발포하지만, 하산은 끝내 형을 샘물 속으로 밀어 넣어 익사시킨다. 오스만의 시신은 물길을 따라 그가 외면했던 농민들의 밭으로 흘러간다.

## 출연
- 휠랴 코치이잇 – 바하르 역
- 에롤 타 – 오스만 역
- 울비 도안 – 하산 역
- 알라에딘 알트오크
- 하크키 학탄
- 제키 튀네이
- 야부즈 얄른클르츠

## 같이 보기
- 제37회 아카데미상 외국어영화상 출품작 목록